# Dynomene hispida
Dynomene hispida är en kräftdjursart som beskrevs av Félix Édouard Guérin-Méneville 1832. Dynomene hispida ingår i släktet Dynomene och familjen Dynomenidae. Inga underarter finns listade i Catalogue of Life.

## Bildgalleri

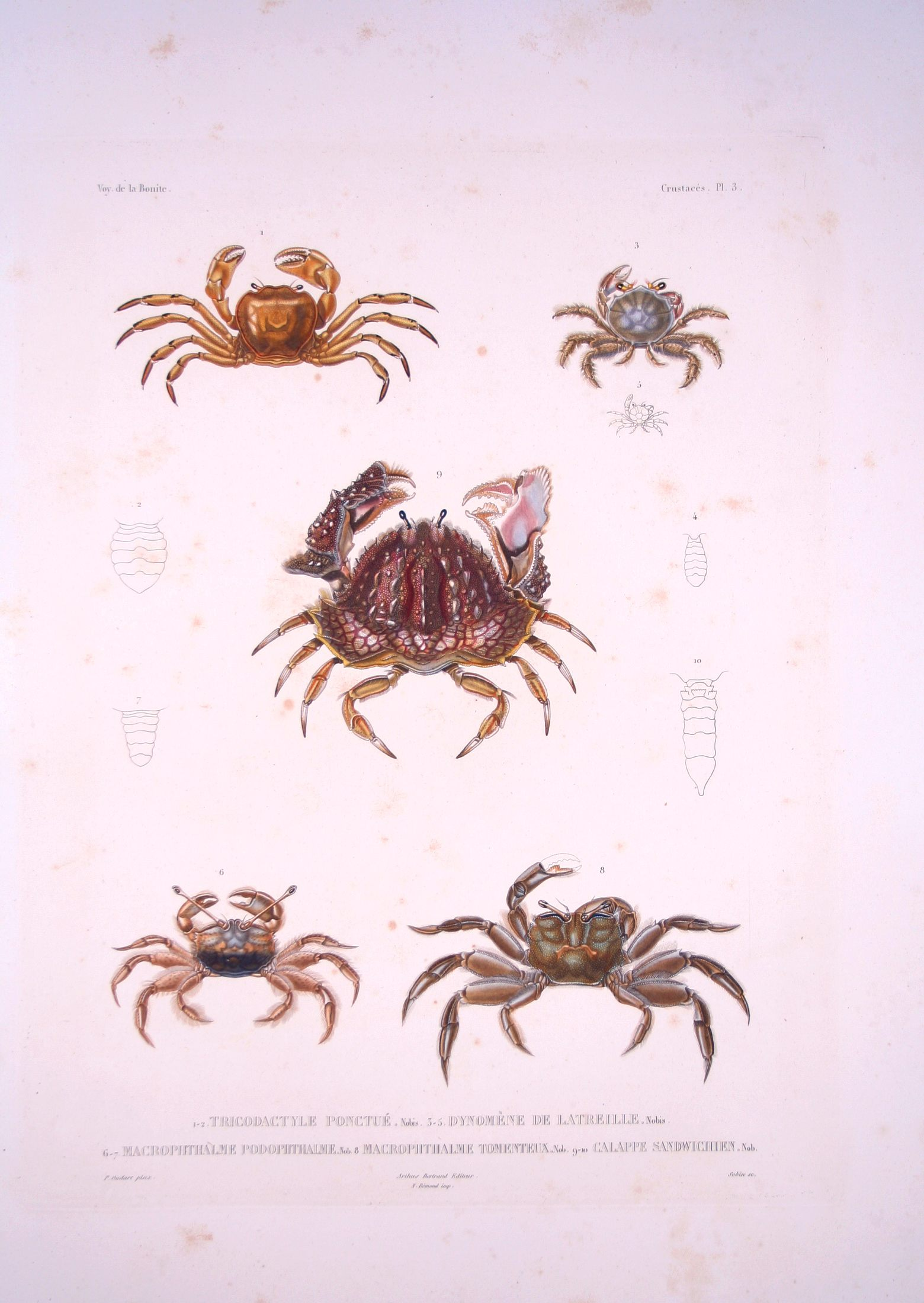